# Friedersdorf (Lohsa)

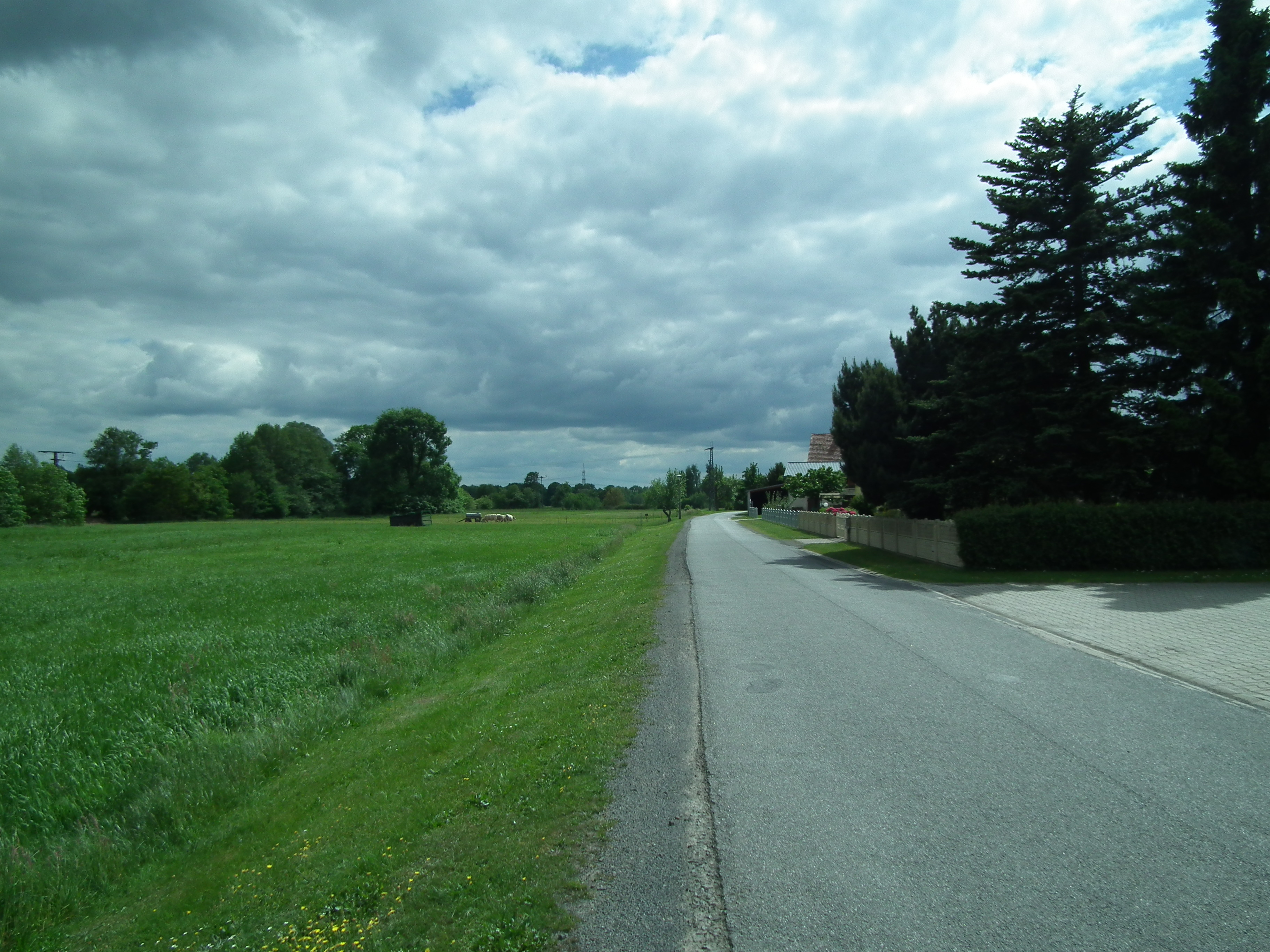
Friedersdorf (Lohsa)

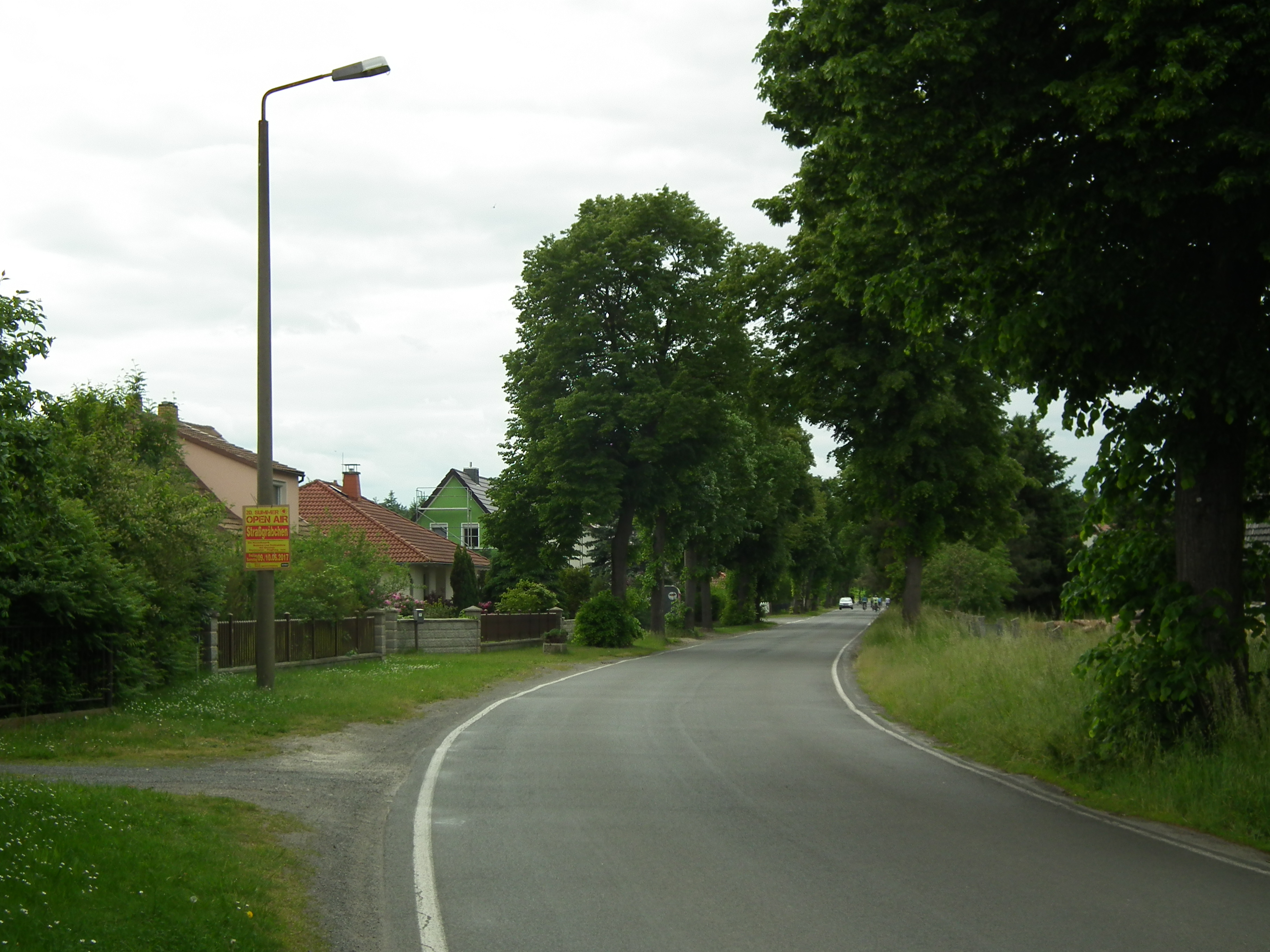
Friedersdorf (Lohsa)

Friedersdorf, obersorbisch Bjedrichecyⓘ, ist ein Dorf im Norden des sächsischen Landkreises Bautzen, direkt am Silbersee. Es gehört zur Gemeinde Lohsa und zählt zum offiziellen sorbischen Siedlungsgebiet in der Oberlausitz.

## Geographie
Friedersdorf befindet sich unweit von Litschen, etwa vier Kilometer südlich des Gemeindezentrums Lohsa. Die Kleine Spree befindet sich unweit des Ortes.

## Geschichte
Erstmals urkundlich erwähnt wird der Ort 1471 als  Friederßdorff. Das genaue Alter lässt sich heute nicht mehr bestimmen, da Quellen aus früher Zeit sehr dürftig sind.
Für 1614 ist ein Rittergut belegt und für 1777 die Landvogtei Bautzen.
Infolge des Wiener Kongresses musste 1815 ein Teil Sachsens an Preußen abgegeben werden, auch der Teil der Oberlausitz. Durch Bildung des Landkreises Hoyerswerda kam Friedersdorf 1825 von der Provinz Brandenburg zur Provinz Schlesien. Erst nach dem Zweiten Weltkrieg gehört Friedersdorf wieder zu Sachsen.
Am 1. Januar 1957 wurde Friedersdorf nach Litschen eingemeindet.

### Ortsname
Im Laufe der Jahrhunderte sind folgende Ortsnamen überliefert: Friederßdorff (1471), Ffridersdorff (1497), Fridersdorff (1529), Friderßdorf (1572), Friedersdorff (1658)  und schließlich Friedersdorf bey Lohßa (1768). Es lässt sich leider heute kein genauer Zeitpunkt mehr bestimmen, ab wann der Ort seinen jetzigen Namen bekommen hat.

## Bevölkerung und Sprache
Für seine Statistik über die sorbische Bevölkerung in der Oberlausitz ermittelte Arnošt Muka in den achtziger Jahren des 19. Jahrhunderts eine Bevölkerungszahl von 134, darunter ausnahmslos Sorben. Ernst Tschernik zählte in der Gemeinde Friedersdorf 1956 noch immer einen sorbischsprachigen Anteil von 78,8 % der Bevölkerung. Seitdem ist der Gebrauch des Sorbischen im Ort stark zurückgegangen.

## Einwohnerentwicklung von Friedersdorf
| Datum | Einwohner |
| ----- | --------- |
| 1825  | 121       |
| 1871  | 136       |
| 1885  | 121       |
| 1905  | 110       |
| 1925  | 105       |
| 1939  | 107       |
| 1946  | 137       |
| 1950  | 137       |
| 2007  | 208       |
| 2009  | 202       |

## Wirtschaft
Der nahegelegene Silbersee ist ein wichtiger Wirtschaftsfaktor des Ortes. Es gibt einen Campingplatz, Bungalows und Ferienwohnungen. Daneben existiert noch ein Sägewerk.